# Франсіско Осорто
Франсіско Осорто (ісп. Francisco Osorto, 20 березня 1957, Ла-Уніон — 26 лютого 2023, Сан-Сальвадор) — сальвадорський футболіст, що грав на позиції захисника.
Виступав за клуби «Сантьягеньйо» та «Мунісіпаль Ліменьйо», а також національну збірну Сальвадору.

## Клубна кар'єра
У дорослому футболі дебютував 1977 року виступами за команду «Сантьягеньйо», в якій провів п'ять сезонів і 1979 року виграв чемпіонат Сальвадору.
1983 року перейшов до клубу «Мунісіпаль Ліменьйо», за який відіграв ще два сезони. Завершив кар'єру футболіста виступами за команду «Мунісіпаль Ліменьйо» у 1984 році.

## Виступи за збірну
У складі національної збірної Сальвадору був учасником чемпіонату світу 1982 року в Іспанії. З 3-х матчів команди на турнірі Осорто брав участь у двох: у першій грі проти збірної Угорщини, яка закінчилася з рекордним для фінальних стадій чемпіонатів світу рахунком 10:1, та у наступній грі проти бельгійців (0:1), отримавши в кожній грі по жовтій картці.

## Досягнення
- Чемпіон Сальвадору (1): 1979/80
- Срібний призер Чемпіонату націй КОНКАКАФ: 1981